# 柠檬桉醇
柠檬桉醇（p-Menthane-3,8-diol，PMD），无色醇类，气味與結構类似于薄荷醇，具有凉爽感。柠檬桉醇有8种异构体，無固定的组成比例，通常是以混合物的形式出現。被廣泛做為商用或自製防蚊液中的有效成分，也可作為香料添加於食物中。

## 用作驱虫剂

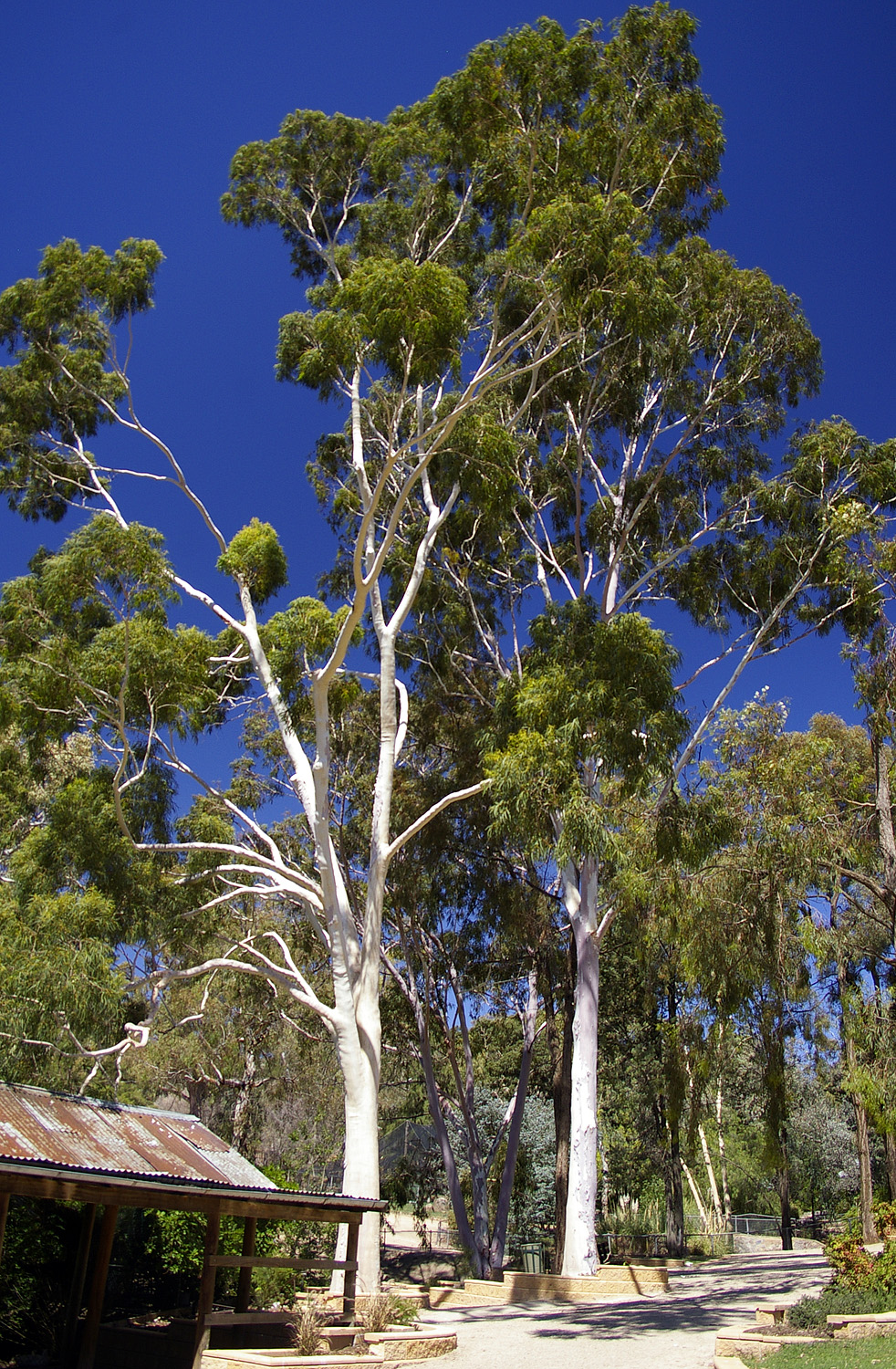
澳洲的檸檬尤加利樹

柠檬桉醇在檸檬尤加利（Eucalyptus citriodora)的叶子提取精油中被发现。檸檬尤加利樹原产于澳大利亚，但现在世界各地气候温暖適宜的地方有种植。
檸檬尤加利精油的主要成分是>80%的香茅醛以及<2%的柠檬桉醇。香茅醛可經由普林斯反应轉化成柠檬桉醇，將檸檬尤加利精油與檸檬酸水溶液在50°C攪拌15小時，可將60~80%左右的香茅醛轉化為柠檬桉醇，大幅提升精油中的有效驅蚊成分。
柠檬桉醇以及精製過後的檸檬尤加利精油(OLE)是一種經美国疾病控制与预防中心認可的驅蚊成分，但不建議用於三歲以下的兒童。2006年的一项研究表明，相同劑量的柠檬桉醇與DEET，在短時間內的防蚊效果大致相同，但長時間的防蚊效果仍不如DEET。含有10~20%柠檬桉醇的防蚊液有效防護時間大約為1~2小時；含有20~30%柠檬桉醇的防蚊液有效防護時間大約為2~4小時。市場研究發現，柠檬桉醇作為一種較天然的驅蚊成分已經成為DEET的商業替代品之一，特別是針對兒童、孕婦的產品。

## 外部連結
- 丁香医生. . 知乎. 丁香园. 2017-05-22. （原始内容 (html)存档于2021-03-20） （中文（中国大陆））. 驱蚊剂的安全性是有保证的，对孕妇无害，不会影响胎儿，对于幼童，则有一些使用限制，比如：3 岁以下禁用柠檬桉叶油成分的驱蚊剂
- 恙蟲病防治實務 （页面存档备份，存于），徐爾烈教授，國立台灣大學昆蟲系
- 夏日防蚊大作戰　天然防蚊液PMD面面觀 （页面存档备份，存于），COSMED
- 防蚊液怎麼挑？｜醫師分析：兒童安全成分／使用注意事項 （页面存档备份，存于）， 徐嘉賢，媽咪愛